# Jean Claveret
Jean Claveret, né vers 1590 et mort en 1666, est un avocat, dramaturge et un traducteur de Cicéron, Cornélius Népos et Valère Maxime.

## Biographie
Il est né à Orléans vers 1590. Il fait ses études de droit dans la même ville et devient avocat au barreau d'Orléans, avant d'y renoncer pour devenir poète dramatique. Il demande à Corneille, avocat également, des conseils et avis.
Il crée neuf pièces entre 1629 et 1666, cependant, la critique contemporaine a toujours été mauvaise. Il est qualifié de médiocre par plusieurs dramaturges contemporains, dont Scudéry. 
Il prend part à la fameuse querelle du Cid, une guerre littéraire entourant la création de la célèbre pièce de Corneille. Claveret est accusé par Corneille d'être l'auteur du pamphlet anonyme Le Vray Cid espagnol pour lequel il a utilisé le pseudonyme Balthazar de La Verdad, et de le faire circuler dans tout Paris, ce qui met fin à leur amitié.
Il est proche de Jean Mairet et Scudéry, qui attaquent sans cesse Corneille. Ce dernier rédige sa Lettre apologétique en réponse aux attaques des Observations de Scudéry, et à propos de Claveret, il écrit : « Il n'a pas tenu à vous que du premier lieu où beaucoup d'honnêtes gens me placent, je ne sois descendu dans toute estime au-dessous de Claveret ». Furieux, Claveret publie alors un texte violent Lettre du Sieur Claveret au sieur Corneille.
Il meurt en 1666. Son œuvre tombe progressivement dans l'oubli.

### Originalité littéraire
Dans la préface du Ravissement de Proserpine, l'auteur affirme ne pas avoir suivi la règle aristotélicienne d'unité de lieu, essentielle à la vraisemblance, et très en vogue au XVIIe siècle. Pour Claveret, le sujet de sa tragédie ne pouvait pas respecter cette règle. Il trouve toutefois un habile subterfuge en affirmant que l'unité de lieu est respectée en suivant une ligne verticale entre le ciel, la Sicile et les enfers. Il fait aménager alors un décor en trois étages pour la mise en scène de sa pièce en cinq actes.

## Œuvres

### Théâtre
- La Place royale, comédie jouée devant le roi à Forges avec succès et à Paris.
- Le Pèlerin amoureux, comédie.
- Les Baux de Forges, comédie.
- Le Roman du Marais, comédie, 1661.
- La Visite différée, comédie,
- L'Écuyer ou les Faux Nobles mis au billon, comédie du temps, en cinq, en vers, dédiée aux vrais nobles de France, 1665.
- Le Ravissement de Proserpine tragédie, dédiée à Mgr Claude de Bullion, chevalier, Président au Parlement, Surintendant des Finances, février 1639.
- L'Esprit fort ou l'Angélie : comédie en cinq actes, en vers, dédiée à Messire Alphonse de Vignancourt, 1637.

### Pamphlets
- Lettre du Sieur Claveret, au Sieur Corneille, soy-disant autheur du Cid, l'Autheur du vray Cid espagnol, 1637.

### Traductions
- Valere Maxime. Traduit en françois par le Sr. de Claveret, Paris, veuve de Jean Camusat et P. Le Petit, 1647.
- Dialogues de la Vieillesse et de l'Amitié, traduits du latin de Cicéron par le sieur de Claveret. Nouvelle édition, 1646.
- Valère Maxime [trad. par Jean de Claveret], Paris, ed. C. Barbin , 1659.
- Les Vies des plus illustres généraux d'armée grecs et romains traduites du latin de Cornélius Népos par le Sr de Claveret, Paris : P. Bienfait , 1663
- Valère Maxime. Traduction nouvelle par Jean de Claveret, 2 vol., Lyon, ed. H. Molin, B. Compagnon, V. Thomas et L. Declaustre, 1700.

## Sources
- M.J. Taschereau, Histoire de la vie et des ouvrages de Pierre Corneille, 1855, page 64-69, 304-305
- E Picot, Bibliographie cornélienne, pages 470-471.
- M. Ch. Marty-Laveaux, Œuvres de Pierre Corneille, tome I, page 385-386.
- Dictionnaire de biographie française / sous la dir. de M. Prevost et Roman d'Amat, 1959
- Armand Gasté, La Querelle du Cid, 1899.
- Histoire du Théâtre en France, tome 3, E. Lintilhac
- Recherches sur les Théâtres de France, M. de Beauchamps, 1735.
- Nouvelle biographie universelle depuis les temps les plus reculés jusqu'à nos jours, avec les renseignements bibliographiques et l'indication des sources a consulter, volume 10, 1852.
- Colette Scherer, « Claveret et son œuvre », dans Jean Claveret, L'esprit fort : comédie, publié avec une introduction et des notes, Genève, Droz, 1997 (ISBN 2-600-00215-4, lire en ligne).